# Лаундс (округ, Алабама)
Ла́ундс (англ. Lowndes County) — округ в штате Алабама, США. Официально образован в 1830 году. По состоянию на 2010 год, численность населения составляла 11 299 человек.

## География
По данным Бюро переписи США, общая площадь округа равняется 1 877,752 км2, из которых 1 854,442 км2 суша и 23,828 км2 или 1,300 % это водоемы.

### Соседние округа
|         |        | Отога      |
| Даллас  | север  | Монтгомери |
| Даллас  | Лаундс | Монтгомери |
| Даллас  | юг     | Монтгомери |
| Уилкокс | Батлер | Креншо     |

## Население
По данным переписи населения 2000 года в округе проживает 13 473 жителей в составе 4 909 домашних хозяйств и 3 588 семей. Плотность населения составляет 7,00 человек на км2. На территории округа насчитывается 5 801 жилых строений, при плотности застройки около 3,00-х строений на км2. Расовый состав населения: белые — 73,37 %, афроамериканцы — 25,86 %, коренные американцы (индейцы) — 0,11 %, азиаты — 0,12 %, гавайцы — 0,02 %, представители других рас — 0,12 %, представители двух или более рас — 0,40 %. Испаноязычные составляли 0,63 % населения независимо от расы.
В составе 35,40 % из общего числа домашних хозяйств проживают дети в возрасте до 18 лет, 42,90 % домашних хозяйств представляют собой супружеские пары проживающие вместе, 25,70 % домашних хозяйств представляют собой одиноких женщин без супруга, 26,90 % домашних хозяйств не имеют отношения к семьям, 24,60 % домашних хозяйств состоят из одного человека, 9,40 % домашних хозяйств состоят из престарелых (65 лет и старше), проживающих в одиночестве. Средний размер домашнего хозяйства составляет 2,73 человека, и средний размер семьи 3,28 человека.
Возрастной состав округа: 30,20 % моложе 18 лет, 9,10 % от 18 до 24, 27,10 % от 25 до 44, 21,40 % от 45 до 64 и 21,40 % от 65 и старше. Средний возраст жителя округа 34 лет. На каждые 100 женщин приходится 87,90 мужчин. На каждые 100 женщин старше 18 лет приходится 82,90 мужчин.
Средний доход на домохозяйство в округе составлял 23 050 USD, на семью — 28 935 USD. Среднестатистический заработок мужчины был 27 694 USD против 20 137 USD для женщины. Доход на душу населения составлял 12 457 USD. Около 26,60 % семей и 31,40 % общего населения находились ниже черты бедности, в том числе — 41,70 % молодежи (тех, кому ещё не исполнилось 18 лет) и 26,60 % тех, кому было уже больше 65 лет.